# Józef Bem
Józef Zachariasz Bem (Tarnów, 1794 – Aleppo, 1850) è stato un generale polacco.
Giovane rivoluzionario durante i moti del 1830-31, divenne presto generale e fu posto con successo a presidio della Transilvania durante i moti del 1848. 
Dopo una precipitosa fuga con Luigi Kossuth in Turchia, si convertì all'Islam e divenne governatore di Aleppo per brevissimo tempo.